# Salamon-dinasztia
A Salamon-dinasztia etióp uralkodóház, melynek tagjai kisebb megszakítással 1270 és 1974 között  irányították az országot.

## Eredet
Az etióp hagyományok szerint a dinasztia őse I. Menelik császár, aki Salamon izraeli király és Sába királynőjének gyermeke. 

## Történet

### Trónra kerülés
Az uralkodóház első tagja, Jekuno Amlak  1270. augusztus 10-én foglalta el Etiópia trónját, amikor legyőzte és megölte a Zagve-dinasztia utolsó tagját. Magát közvetlenül az akszúmi királyoktól származtatta, amivel családja eredetét a bibliai Salamon királyig vezette vissza.

### Fénykor
A Salamon-dinasztia több mint hétszáz éves uralma végigkíséri a közép- és újkori Etiópia történelmét. Leghíresebb uralkodója II. Menelik császár, aki a környező területek egyesítésével megalapította a modern etióp államot.

### Bukás
A dinasztia férfiágon utolsó tagja II. Menelik császár és lánya, Zauditu császárnő voltak. Az utána következő császár Hailé Szelasszié női ágon, apai nagyanyja révén tartozott a Salamonidák közé. Az olasz megszállás alatt (1936-41) rövid időre megszakadt a dinasztia uralma, majd véglegesen az etióp forradalom idején, Hailé Szelasszié 1974 szeptember 12-i lemondatásával ért véget. A család tagjait száműzték illetve bebörtönözték, utóbbiak  közül a nők 1989-ben, a férfiak 1990-ben szabadultak ki. A Derg 1991-es bukása után a száműzöttek is visszatérhettek Etiópiába.

## Fordítás
- Ez a szócikk részben vagy egészben  a   Solomonic dynasty című angol Wikipédia-szócikk fordításán alapul.  Az eredeti cikk szerkesztőit annak laptörténete sorolja fel. Ez a jelzés csupán a megfogalmazás eredetét és a szerzői jogokat jelzi, nem szolgál a cikkben szereplő információk forrásmegjelöléseként.